# Chinoperla
Chinoperla is een geslacht van steenvliegen uit de familie borstelsteenvliegen (Perlidae). De wetenschappelijke naam van het geslacht is voor het eerst geldig gepubliceerd in 1980 door Peter Zwick.

## Soorten
Chinoperla omvat de volgende soorten:
- Chinoperla borneensis Sivec & Zwick, 1989
- Chinoperla fascipennis (Banks, 1931)
- Chinoperla gorohovi Sivec & Stark, 2010
- Chinoperla nigriceps (Banks, 1914)
- Chinoperla nigrifrons (Banks, 1939)
- Chinoperla nigroflavata (Wu, 1948)
- Chinoperla porntip Sivec & Stark, 2010
- Chinoperla reducta (Geijskes, 1952)
- Chinoperla rhododendrona Cao & Bae, 2007
- Chinoperla sila Sivec & Stark, 2010
- Chinoperla spinata Sivec & Stark, 2010
- Chinoperla unidentata Sivec & Zwick, 1989
- Chinoperla yi Sivec & Stark, 2010